# Puerto Octay
Puerto Octay es una comuna de la zona sur de Chile, ubicada en la provincia de Osorno (Región de Los Lagos) ubicada a orillas del lago Llanquihue.
La comuna limita al norte con Puyehue y Osorno, al oeste con Río Negro y Purranque, al suroeste con Frutillar y al sur y este con Puerto Varas.
Integra junto con las comunas de Puyehue, Río Negro, Purranque, Fresia, Frutillar, Llanquihue, Puerto Varas y Los Muermos el distrito electoral N.° 25 y pertenece a la 13.ª circunscripción senatorial (Los Lagos. Los principales centros urbanos de la comuna son Puerto Octay y Las Cascadas.

## Etimología
El sector donde se asienta el pueblo fue nombrado por Vicente Pérez Rosales como Puerto Muñoz Gamero en los primeros años de la colonización alemana, en recuerdo del marino que exploró el Llanquihue, Benjamín Muñoz Gamero.  Sin embargo, en sus Recuerdos del pasado (1882), Pérez Rosales ya señala que el nombre del territorio había cambiado a «Puerto Octay»,  desconociendo el significado u origen de este nuevo nombre.
Entre las teorías que existen con respecto al origen del nombre, se encuentra la propuesta por Carlos Martin en 1909, quien le atribuye un supuesto origen indígena vinculado a una deformación de la palabra «Utai». Esta teoría la complementaría en 1913 Bernardo Gotschlinch, para quien «Utai» significaría «puerto del costado norte». Finalmente, por la misma época el sacerdote jesuita José Harter divulgaría la historia de que, alrededor de 1869, una de las primeras construcciones habría sido el almacén de un colono llamado Cristino Ochs, que, por estar siempre bien surtido, la gente de la zona habría acostumbrado decir «donde Ochs hay», expresión de la cual derivaría el nombre actual del pueblo.
En términos documentales, la primera referencia al nombre «Octay» se encuentra en el decreto del 6 de julio de 1859, que realiza la división administrativa del Territorio de Colonización de Llanquihue, y donde se le presenta como el distrito n.° 3 de la 2.ª subdelegación de Llanquihue

## Historia
Su origen se remonta a la colonización alemana en 1852, impulsada por Bernardo Philippi y Vicente Pérez Rosales. Con el paso del tiempo se transforma en uno de los puertos más importantes del lago Llanquihue.
El 22 de diciembre de 1891 fue creada como comuna bajo la presidencia de la República de Jorge Montt Alvarez.

## Medio ambiente

### Geomorfología y componentes abióticos

Trazado simplificado de los ecosistemas y cuerpos de agua presentes en la comuna de Puerto Octay.

La comuna de Puerto Octay se encuentra emplazada en las unidades geomorfológicas de Llano central con morrenas y conos, Cordillera volcánica activa, Precordillera morrénica y lagos de barrera morrénica; y presenta según la clasificación climática de Köppen clima de tundra (ET), clima de tundra de lluvia invernal (ET (s)), clima templado lluvioso (Cfb), clima templado lluvioso con leve sequedad estival (Cfb (s)), clima templado lluvioso con leve sequedad estival e influencia costera (Cfb (s) (i)), clima templado lluvioso e influencia costera (Cfb (i)), clima templado lluvioso frío (Cfc) y clima templado lluvioso frío con leve sequedad estival (Cfc (s)). Esta además se halla entre las cuencas hidrográficas de Cuencas e islas entre río Bueno y río Puelo y río Bueno. Además, la comuna posee diversos cuerpos de agua, entre los que se destacan el lago Llanquihue y lago Rupanco, laguna Bonita, laguna Los Quetros, laguna Pichilaguna y laguna Verde; y río Aguas Malas, río Blanco, río Blanco Arenal, río Blanco Las Cascadas, río Bonito, río Chachan, río Chapuco, río Chifin, río Coihueco, río El Callao, río Feo, río Forrahue, río Frutillar, río Gaviotas, río Lajas, río Nalcas, río Negro, río Rahue y río Sapo.

### Componentes bióticos
Dentro del territorio de la comuna se pueden hallar los siguientes ecosistemas:
- Bosque caducifolio templado andino donde predominan Nothofagus pumilio y Drimys andina (Vulnerable)
- Bosque caducifolio templado andino donde predominan Nothofagus pumilio y Ribes cucullatum (Preocupación menor)
- Bosque caducifolio templado donde predominan Nothofagus obliqua y Laurelia sempervirens (En peligro)
- Bosque laurifolio templado interior donde predominan Nothofagus dombeyi y Eucryphia cordifolia (Preocupación menor)
- Bosque siempreverde templado andino donde predominan Nothofagus dombeyi y Saxegothaea conspicua (Casi amenazado)
- Bosque siempreverde templado interior donde predominan Nothofagus nitida y Podocarpus nubigenus (Preocupación menor)
- Matorral bajo templado andino donde predominan Adesmia longipes y Senecio bipontinii (Vulnerable)
- Zonas geográficas hinóspitas sin vegetación (Sin información)

### Medidas de protección ambiental y conflictos socioambientales
Hasta 2022, la comuna de Puerto Octay cuenta con las siguientes zonas que poseen algún nivel de protección ambiental:
- Bosques Templados Lluviosos (Reserva Biósfera)[14]
- Fundo Los Guindos (Iniciativa de Conservación Privada)[15]
- Humedal Villa El Lago (Humedal urbano)[16]
- Parque Nacional Puyehue (parque nacional)[17]
- Parque Nacional Vicente Pérez Rosales (parque nacional)[18]

## Administración

### Municipalidad
La Municipalidad de Puerto Octay para el periodo 2021-2024 es dirigida por el alcalde Gerardo Augusto Gunckel Arriagada (IND - Unidad Por el Apruebo) y el concejo municipal conformado por los concejales:
- Peter Carlos Freitag Hoffeins (UDI)
- Jeremías Abdón Cárcamo Soto (Partido Radical)
- José Eleodoro Marcos Igor (IND - Unidad Por el Apruebo)
- Víctor Hugo Santana Gómez (PPD)
- Jeanette Cárcamo Soto (PS)
- Juan Luis Añazco Barrientos (DC)

### Representación parlamentaria
Puerto Octay forma parte de la circunscripción senatorial XIII y del distrito electoral 25. Es representada en la Cámara de Diputados del Congreso Nacional por los siguientes diputados:
- Daniel Lilayu Vivanco (UDI)
- Emilia Nuyado Ancapichún (PS)
- Héctor Alejandro Barría Angulo (DC)
- Harry Jurgensen Rundshagen (IND - Partido Republicano De Chile)

En el Senado, la representan:
- Iván Moreira Barros (UDI)
- Carlos Ignacio Kuschel Silva (RN)
- Fidel Espinoza Sandoval (PS)

## Economía

### Turismo
La comuna se destaca por su arquitectura tradicional producto de la Colonización Alemana.
Referente al turismo lacustre de la comuna, el lago Llanquihue presenta playas para realizar vacaciones y practicar la pesca y deportes acuáticos; entre las que se cuentan Las Cascadas, Islote Rupanco, La Baja, playa Maitén, playa Centinela y Puerto Fonck.
Para la práctica de la pesca con mosca, destacan igualmente lugares como el río Coihueco.

## Servicios públicos

### Bomberos

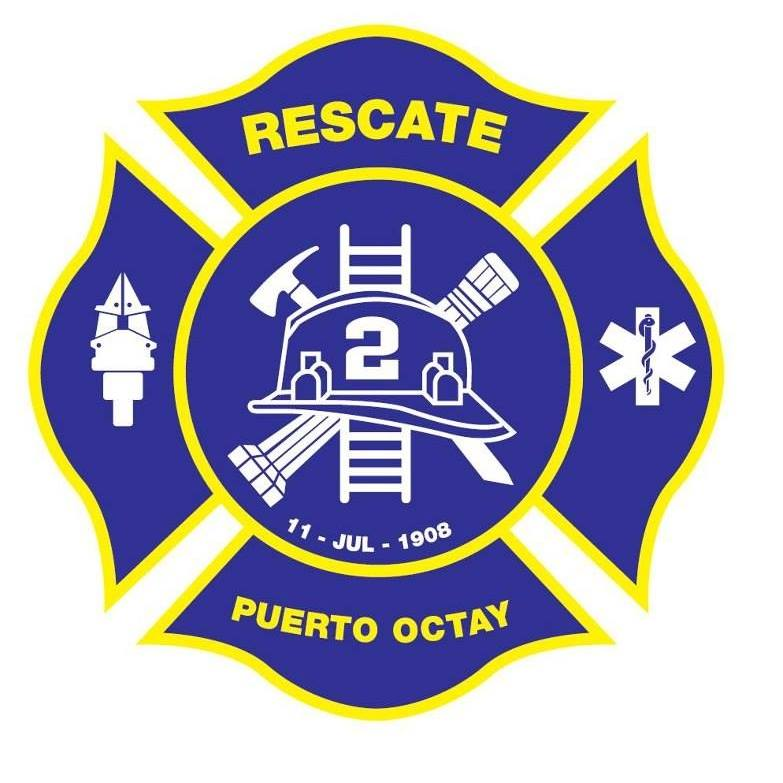
Emblema de la Segunda Compañía Rescate del Cuerpo de Bomberos de Puerto Octay

El Cuerpo de Bomberos de Puerto Octay fue fundado el 14 de abril de 1907 y consta de tres compañías.

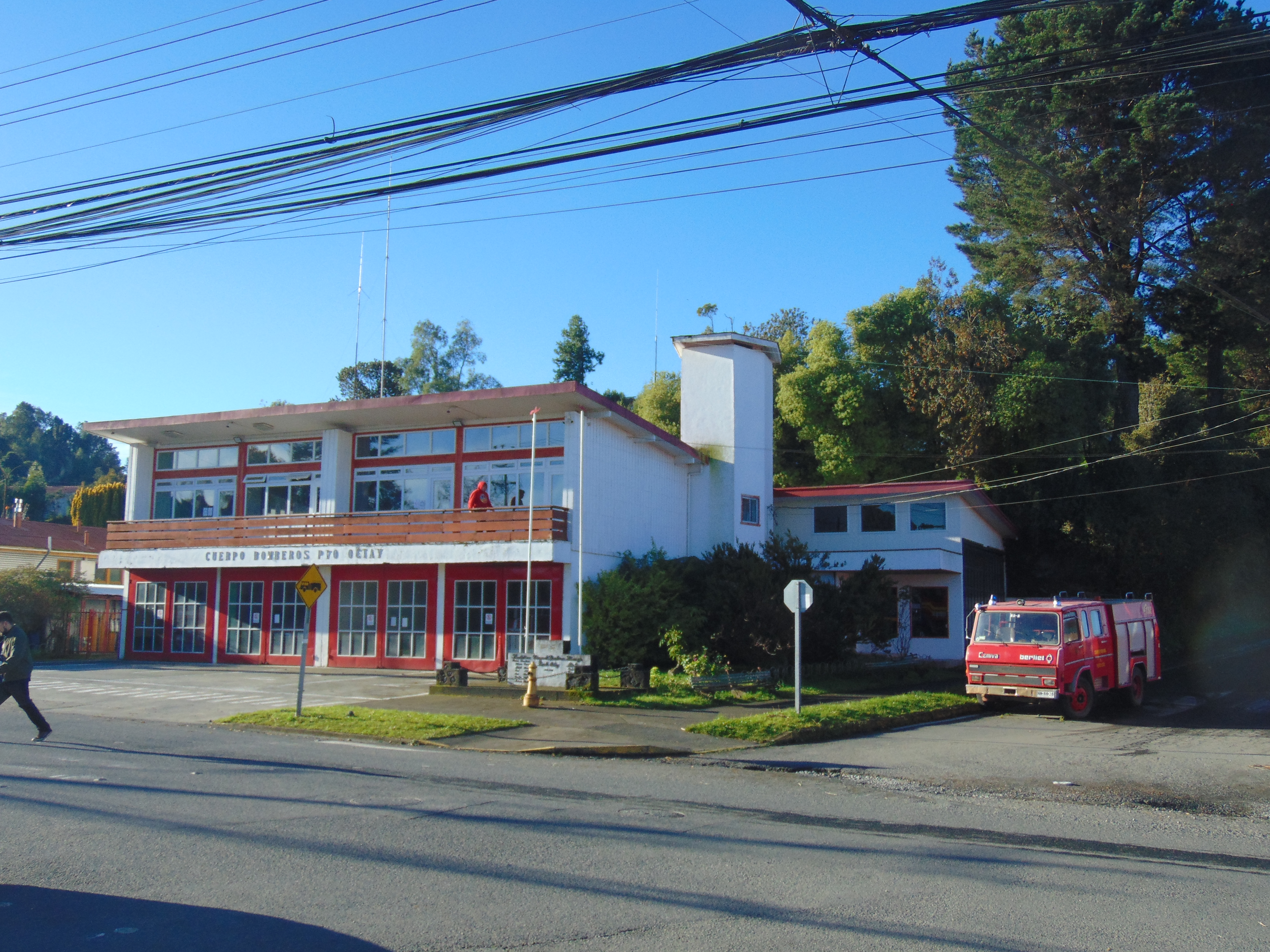
Estación de bomberos (Segunda compañía), junio de 2024

- Primera Compañía «Bomba Lautaro Barria Véliz»
- Segunda Compañía De Rescate
- Tercera Compañía «Rupanco»

### Educación
La ciudad de Puerto Octay posee los siguientes establecimientos educativos: 
- Escuela Alberto Hurtado: Escuela pública primaria, fundada a finales de la década de 1910 [23]

- Liceo Bicentenario Benjamín Muñoz Gamero: Institución educacional pública de educación secundaria creada el 7 de mayo de 1991.

- Colegio San Vicente de Paul: fundado en 1999, colegio de educación primaria y secundaria [24]

De escuelas rurales, se indican: 
- En Las Cascadas se encuentra la escuela municipal rural Las Cascadas, fundada en 1936 [25]

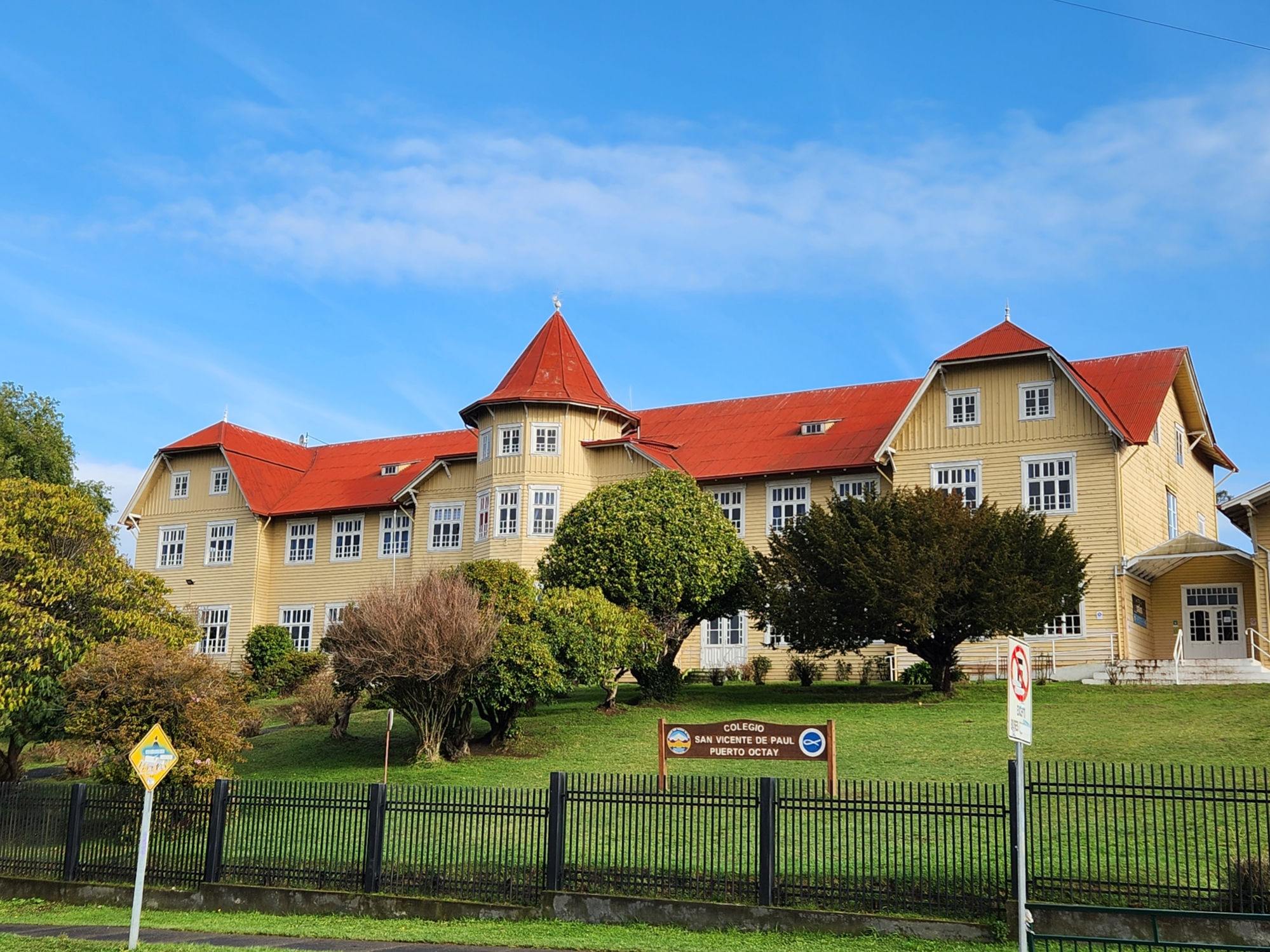
Colegio San Vicente de Paul, Puerto Octay

En bibliotecas y otros centros educativos, se indican: 
- Biblioteca pública municipal N.º 198: La biblioteca pública municipal N.º 198 es el principal centro de documentación de la comuna. Fue creada en agosto de 1984 y desde sus comienzos su accionar ha estado orientada a la promoción del libro y la lectura como fuente permanente de información, conocimiento, recreación y cultura. Es un espacio cultural ampliamente visitado, en especial en tiempos de verano, dado el interés de los visitantes por conocer el Museo de Pto. Octay, "Casa Niklitschek", ubicado en el segundo piso del inmueble.

### Salud
El principal centro de salud pública de la ciudad y de la comuna es el Hospital de Puerto Octay 

## Cultura

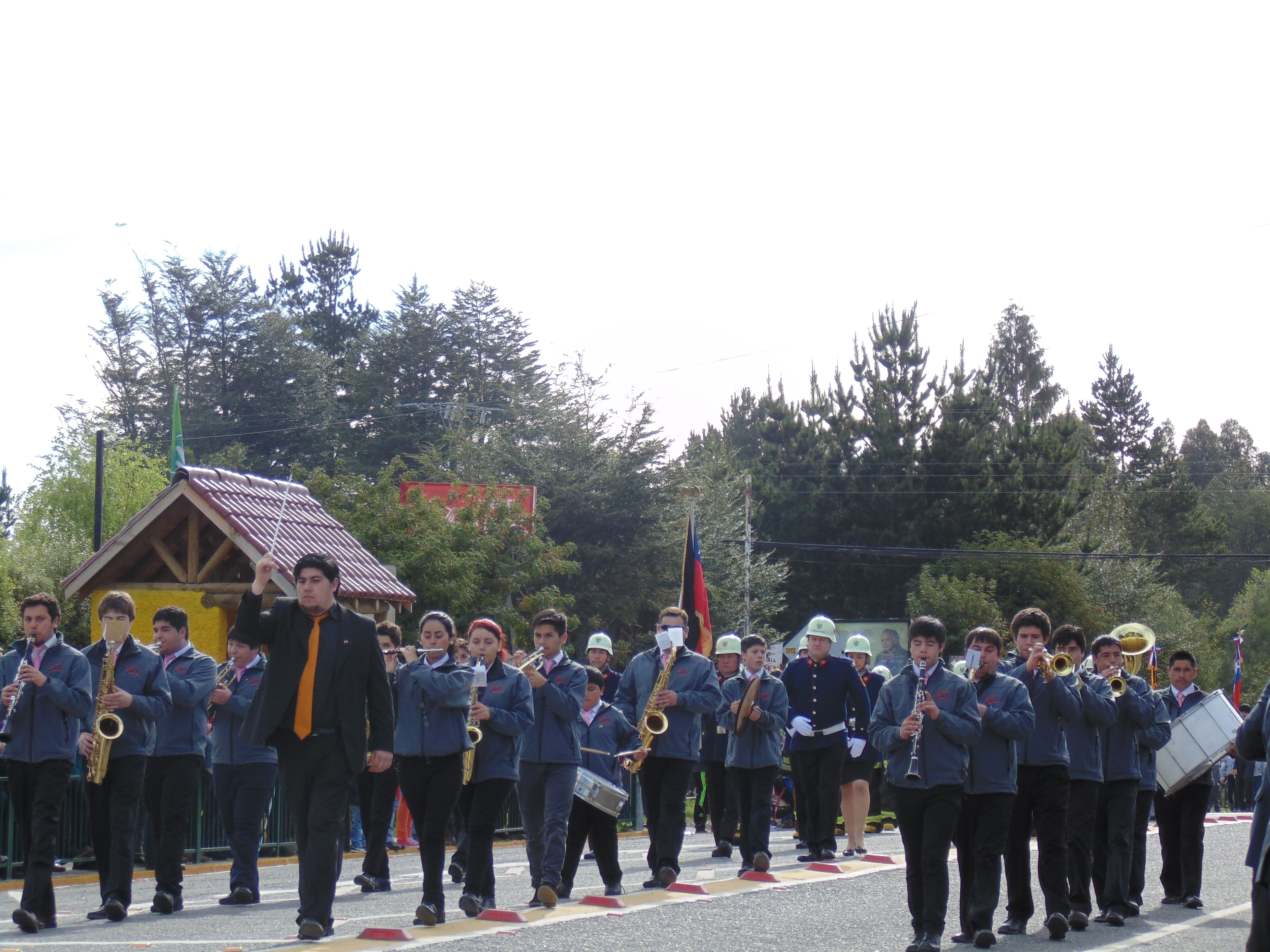
Club y Musical y Cultural el Copihue participa en los desfiles que se realizan para Fiestas Patrias en las localidades de Puerto Octay y Las Cascadas.

La cultura de Puerto Octay está íntimamente relacionada con la colonización alemana de la segunda mitad del siglo XIX, lo cual se refleja en su gastronomía, arquitectura, costumbres y fiestas populares.

### Fiestas populares
- Festival «El Salmón de Oro». Principal evento artístico musical de la comuna. Se desarrolla durante los días 5 y 6 de febrero en dependencias del estadio municipal de Puerto Octay.
- «Oktoberfest Puerto Octay». Muestra gastronómica, cervecera y cultural que se realiza el segundo fin de semana del mes de octubre de cada año en la villa de Puerto Octay
- Encuentro de Bandas del Sur de Chile. El Club Musical y Cultural el Copihue organiza este gran evento en el que participan agrupaciones con nivel musical e historia que se reflejan en sus años de trayectoria. Este evento ocurre en la última semana del mes de enero o primera semana del mes de febrero.

### Instituciones emblemáticas de la comuna
- Club Musical y Cultural Copihue. Institución musical que data de 1921. Conserva la tradición musical de las bandas instrumentales civiles originadas a partir de 1880, como aporte cultural de los inmigrantes alemanes establecidos en el sur de Chile.

## Lugares de interés

### Arquitectura patrimonial
Puerto Octay actualmente presenta una rica y variada arquitectura, principalmente construida en madera, que es el reflejo histórico del proceso de colonización, impulsado por el Estado de Chile a mediados del siglo XIX, con familias procedentes desde Alemania. Esta arquitectura se caracteriza por ser una mixtura entre la tradición constructiva europea del siglo XIX y la técnica local, principalmente de maestros constructores chilotes.
Así surgen construcciones históricas como la casa Niklitschek (actual biblioteca municipal), el Hotel Haase, la casa Wulf (actual colegio San Vicente de Paul), la casa Añazco y la casa Werner. A pesar de que han transcurrido más de 100 años, aún es posible apreciar este tipo de edificaciones.
Como forma de poner en valor y proteger este patrimonio arquitectónico, se desarrolló durante el segundo semestre del año 2009 y principios del 2010 en Puerto Octay un proceso de declaratoria de Zona Típica, en donde se identificó en conjunto con la comunidad un área representativa de la identidad e historia. El día miércoles 14 de julio de 2010, fue instaurada la Zona Típica de Puerto Octay, por el Consejo de Monumentos Nacionales.

## Medios de comunicación

### Prensa digital
En 2012 nació el portal informativo diarionoticias.cl, que actualmente pertenece a Diario Sur Noticias

### Radioemisoras
FM
- 92.1 MHz - Radio Acogida